# Ni Aquarii
Ni Aquarii o Nu Aquarii (ν Aqr / 13 Aquarii / HD 201381) es una estrella en la constelación de Acuario de magnitud aparente +4,50. Se encuentra a unos 164 años luz del sistema solar.
Ni Aquarii es una gigante amarillo-naranja de tipo espectral G8III con una temperatura superficial de 4980 K y una luminosidad 42 veces mayor que la luminosidad solar. Su diámetro, sin ser excesivo para una estrella gigante, es 8,7 veces más grande que el del Sol. Gira lentamente sobre sí misma, con una velocidad de rotación proyectada de 2,8 km/s, lo que conlleva un período de rotación inferior a 155 días.
Su metalicidad —abundancia de elementos más pesados que el helio— es inferior a la solar, equivalente a un 71% de la misma.
Con una masa en torno a dos veces la masa solar, tiene una edad estimada de 1250 millones de años.
Como curiosidad, cabe señalar que William Herschel señaló esta estrella como guía para localizar la nebulosa Saturno (NGC 7009), la primera nebulosa planetaria clasificada como tal.